# Granat No. 74
No. 74 Sticky bomb (dosłownie „lepka bomba”, nazwa oficjalna № 74 ST Grenade) – nazwa ręcznego granatu przeciwpancernego opracowanego przez Brytyjczyków w roku 1940 i używanego przez armie brytyjską i kanadyjską podczas II wojny światowej.
Działanie tego granatu wykorzystywało lepkość żywicy, która umożliwiała przyklejenie granatu do pancerza czołgu bądź innego pojazdu. Zapalnik czasowy po pięciu sekundach od inicjacji powodował detonację ładunku kruszącego na bazie nitrogliceryny.
Granat miał 241 mm długości i ważył ok. 1 kg (w tym 600 g ładunku wybuchowego); szklany pojemnik zawierający nitroglicerynę zawinięty był w wełnianą dzianinę nasączona lepką substancją, a całość osłonięta była lekką osłoną z metalu i wyposażona w bakelitową rączkę, w której umieszczony był zapalnik czasowy zabezpieczony zawleczką. Użycie granatu polegało na zdjęciu metalowej pokrywy, co powodowało odsłonięcie dzianiny z lepką substancją, wyrwaniu zawleczki z zapalnika czasowego, a następnie rzuceniu granatem w nieprzyjacielski pojazd. Celny rzut udawał się na ogół z odległości do kilkunastu metrów, przy czym jednak rzucający granatem żołnierz musiał szczególnie uważać na to, żeby przy zamachu nie przykleić go przez nieuwagę do własnej odzieży lub wyposażenia, ani żeby po rzucie granat nie zaczepił po drodze o jakieś przedmioty (np. gałęzie), bo wówczas zamiast na atakowanym pojeździe eksplozja nastąpić mogła w bezpośredniej bliskości i atakujący sam mógł odnieść obrażenia lub ponieść śmierć od własnej broni. Właśnie to zagrożenie, w warunkach bojowych na polu walki szczególnie często występujące, oraz stosunkowo duża wrażliwość na wstrząsy podczas transportu szklanego pojemnika z nitroglicerynowym ładunkiem wybuchowym spowodowały, że sticky bombs nie cieszyły się powodzeniem wśród żołnierzy, pomimo że dowiodły swej skuteczności m.in. podczas walk w Afryce, np. pod El Alamein w 1942, a także później w Europie. Zostały zastąpione znacznie lepszą konstrukcją tzw. granatem Gammona.
Ogółem wyprodukowano około 2,5 miliona tych granatów w dwóch wersjach: Mark I i Mark II; ich producentem była firma chemiczna Kay Brothers Company ze Stockport, założona w 1865.